# 角館車站
角館站（日语：〔〕／ Kakunodate eki */?）是位於日本秋田縣仙北市角館町，由東日本旅客鐵道（JR東日本）與秋田內陸縱貫鐵道所共用的鐵路車站。角館車站是由JR東日本所經營的秋田新幹線與地方交通線田澤湖線（實際上是共用一條路線的兩個不同列車系統），及秋田內陸縱貫鐵道所屬的私鐵路線秋田內陸線的交會車站。

## 車站構造

### JR東日本
本站是地面車站，由JR東日本秋田支社直接管理（直營站）。車站附近是被列為重要傳統建造物群保存地區的角館，因此站房外觀為古代武家房屋設計，內部設有綠色窗口（營業時間：06:30－20:50）、自動售票機、流動SUICA特急券用的簡易SUICA檢票機、NEWDAYS及土產店。
站房側為一側式月台（1號月台），外側設1面2線的島式月台（2、3號月台），合計2面3線。兩座月台間設跨線人行天橋連接。

#### 月台配置

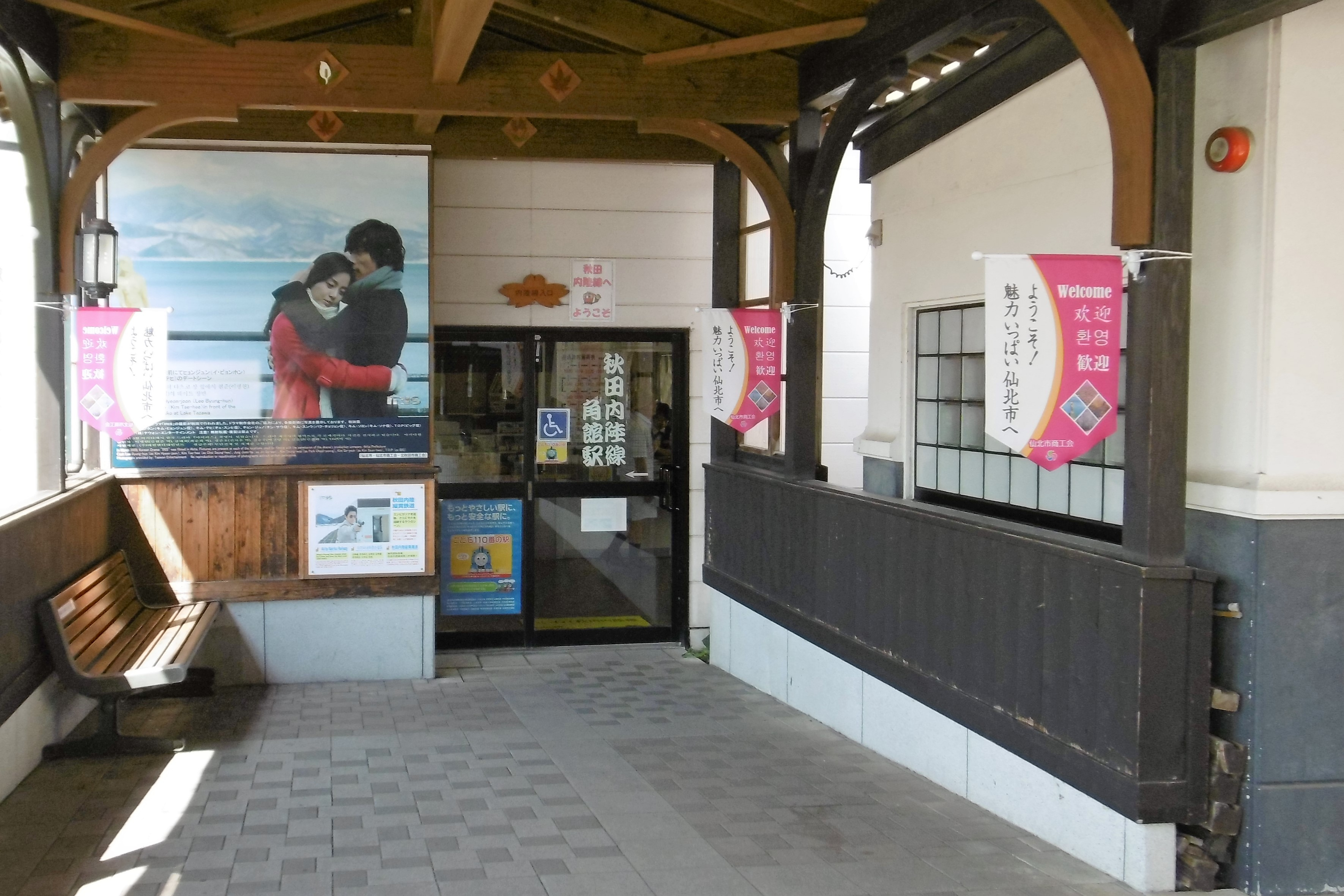
車站入口（2017年7月）
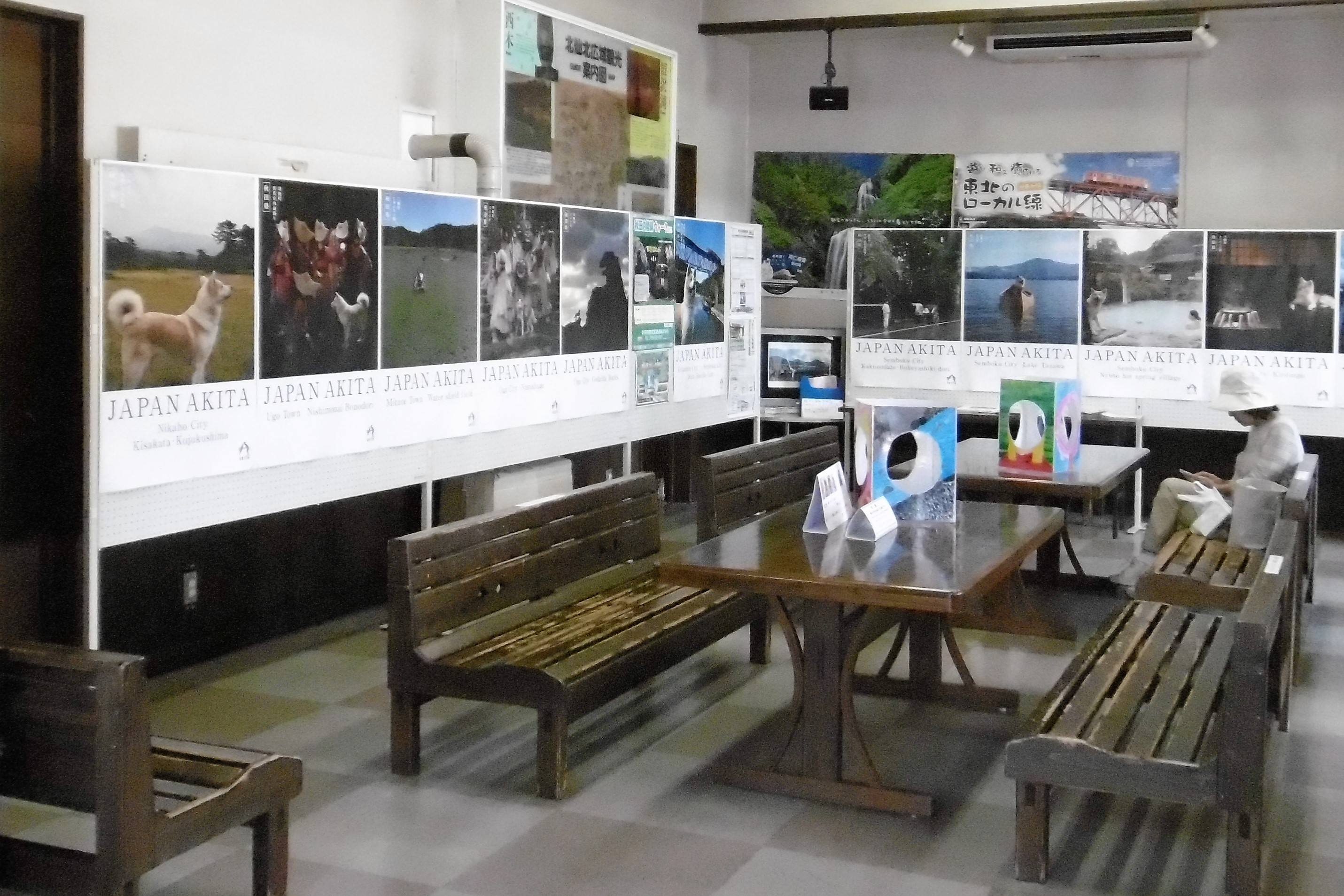
車站內部（2017年7月）

| 月台 | 路線        | 方向 | 目的地               |
| ---- | ----------- | ---- | -------------------- |
| 1    | ■秋田新幹線 | 上行 | 盛岡、仙台、東京方向 |
| 1    | ■田澤湖線   | 上行 | 盛岡方向             |
| 2    | ■秋田新幹線 | 下行 | 大曲、秋田方向       |
| 2    | ■田澤湖線   | 下行 | 大曲方向             |
| 3    | ■田澤湖線   |      | 此站始發、待避列車   |

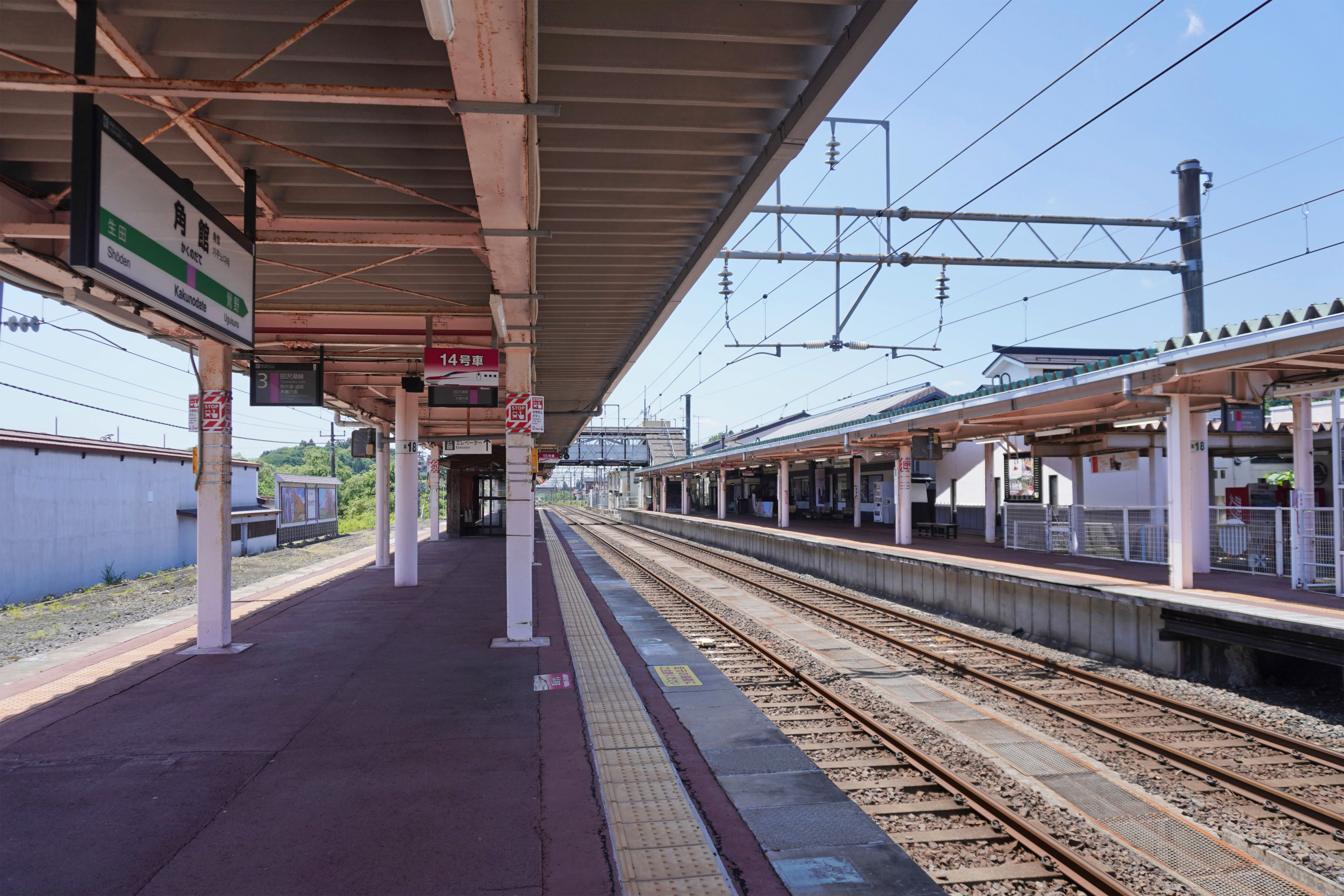
月台（2024年5月）
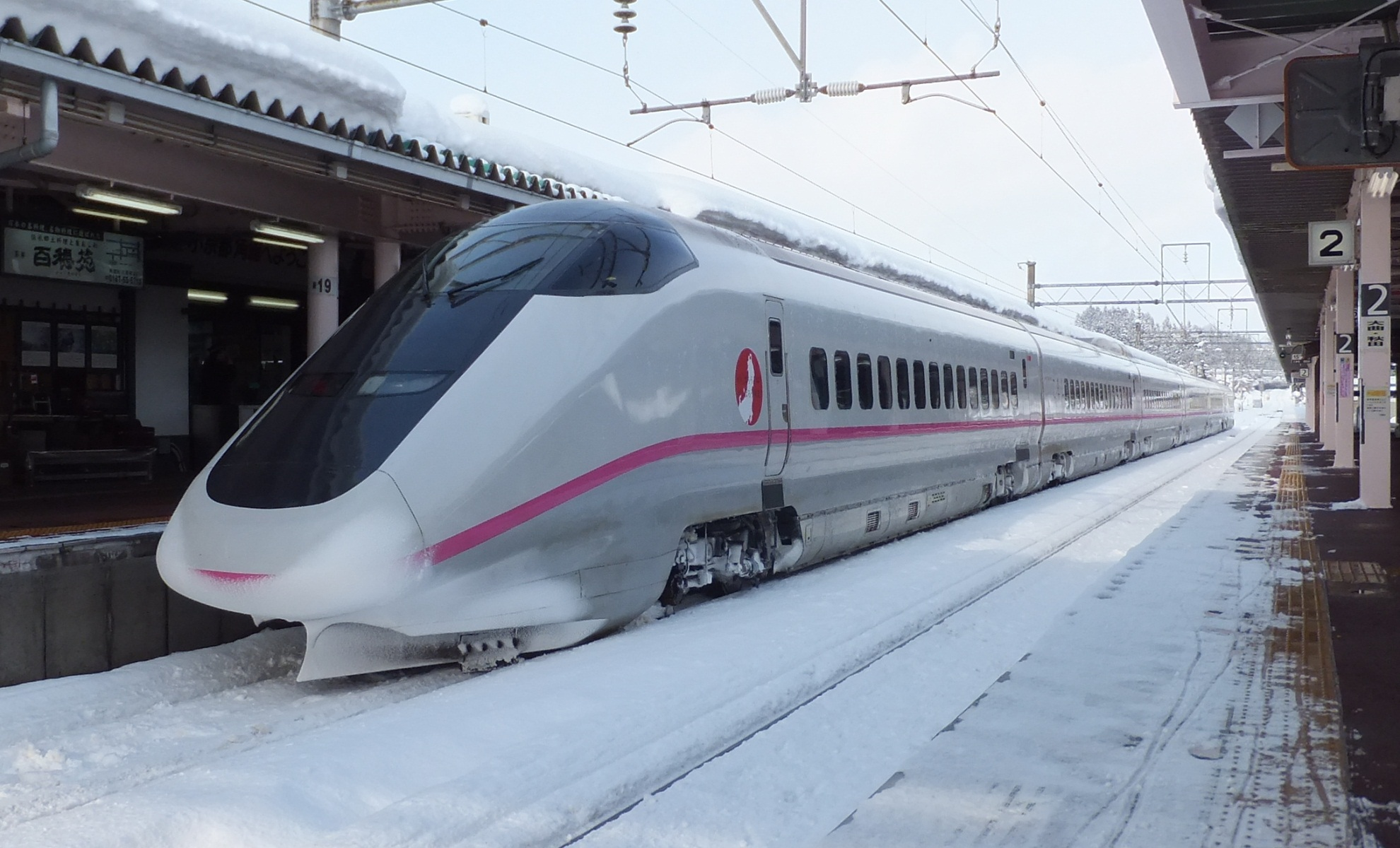
正停靠本站的秋田新幹線列車
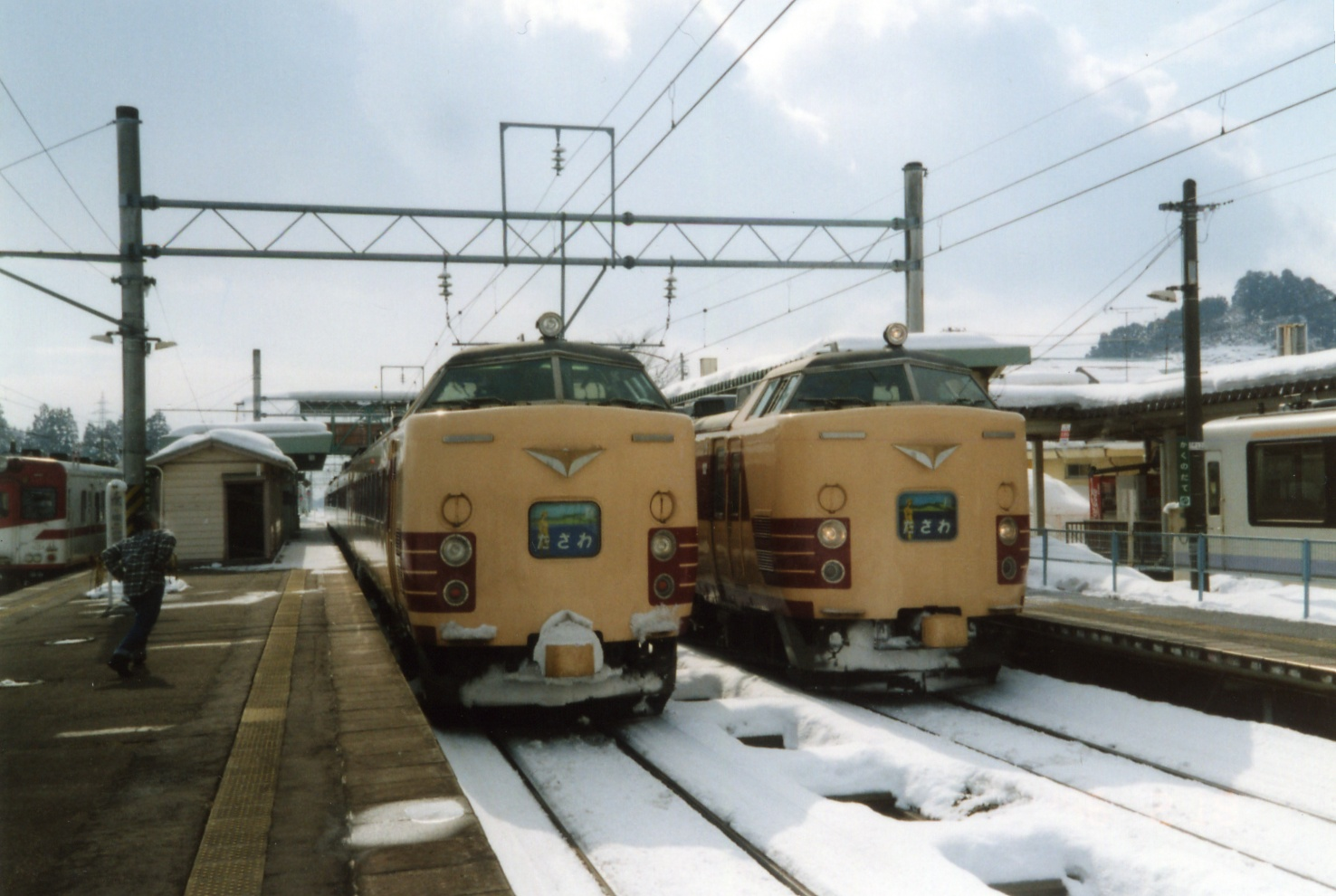
改軌前的特急「田澤湖」號列車正停靠本站

### 秋田內陸縱貫鐵道
本站是港灣式月台，1面1線。加上一條預留線（往車庫）。與JR的1號月台平行。此站是一座有站員駐站的車站。

#### 月台配置
| 月台 | 路線        | 目的地           |
| ---- | ----------- | ---------------- |
| 1    | ■秋田內陸線 | 阿仁合、鷹巢方向 |

- 車站入口（2017年7月）
- 車站內部（2017年7月）

## 車站周邊
- 角館重要傳統的建造物群保存地區
- KOMERIPower角館店
- 仙北市政廳角館廳舍（前角館町政廳）
- 仙北警署
- 國道105號
- 秋田縣立角館高等學校
- 秋田縣立角館南高等學校
- Takayanagi超市角館廣場店與角館廣場酒店
- 角館溫泉
- 角館郵局
- 仙北市立角館小學
- 仙北市立角館中學

### 公車路線
- 羽後交通
  - 往田澤湖站前
  - 往六郷（美郷町）
  - 往大曲（大曲駅方面）
  - 往松葉方面
  - 往秋田站前
  - 往角館營業所
- 仙北市民巴士（角館地區・Smile巴士）[2]
  - 中川線
  - 下延八割線

## 使用情況
以下是歷年平均搭乘人次統計：
JR東日本
| 年度   | 每日平均乘客數 | 參考資料 |
| ------ | -------------- | -------- |
| 2000年 | 887            | [ 3 ]    |
| 2001年 | 855            | [ 4 ]    |
| 2002年 | 819            | [ 5 ]    |
| 2003年 | 859            | [ 6 ]    |
| 2004年 | 798            | [ 7 ]    |
| 2005年 | 741            | [ 8 ]    |
| 2006年 | 762            | [ 9 ]    |
| 2007年 | 746            | [ 10 ]   |
| 2008年 | 741            | [ 11 ]   |
| 2009年 | 724            | [ 12 ]   |
| 2010年 | 683            | [ 13 ]   |
| 2011年 | 636            | [ 14 ]   |
| 2012年 | 688            | [ 15 ]   |
| 2013年 | 706            | [ 1 ]    |
| 2014年 | 653            | [ 1 ]    |
| 2015年 | 654            |          |
| 2016年 | 612            |          |
| 2017年 | 597            |          |
| 2018年 | 545            |          |
| 2019年 | 517            |          |
| 2020年 | 356            |          |
| 2021年 | 378            |          |
| 2022年 | 428            |          |

| 年度   | 每日平均乘客數 |
| ------ | -------------- |
| 2016年 | 255            |
| 2017年 | 253            |
| 2018年 | 274            |

## 歷史
- 1921年（大正10年）7月30日：橋場輕便線（現時：田澤湖線）的車站啟用。
- 1970年（昭和45年）11月1日：角館線開業，車站成為一個轉乘站。
- 1986年（昭和61年）11月1日：角館線由秋田內陸縱貫鐵道營運。
- 1987年（昭和62年）4月1日：因國鐵分割民營化，田澤湖線成為東日本旅客鐵道的路線。
- 1997年（平成9年）3月22日：秋田新幹線啟用。
- 2002年（平成14年）：入選東北車站百選。
- 2007年（平成19年）3月20日：設置指定席售票機。

## 相鄰車站
東日本旅客鐵道
■秋田新幹線
田澤湖－角館－大曲
■田澤湖線
生田－角館－鶯野
秋田內陸縱貫鐵道
■秋田內陸線
快速、急行「森吉」
西明寺－角館
普通
羽後太田－角館

## 外部連結
- JR東日本－角館站 （页面存档备份，存于）（日語）

39°35′30″N 140°34′15″E / 39.59167°N 140.57083°E